# 卡納斯特拉山脈國家公園
20°16′S 46°37′W / 20.27°S 46.61°W

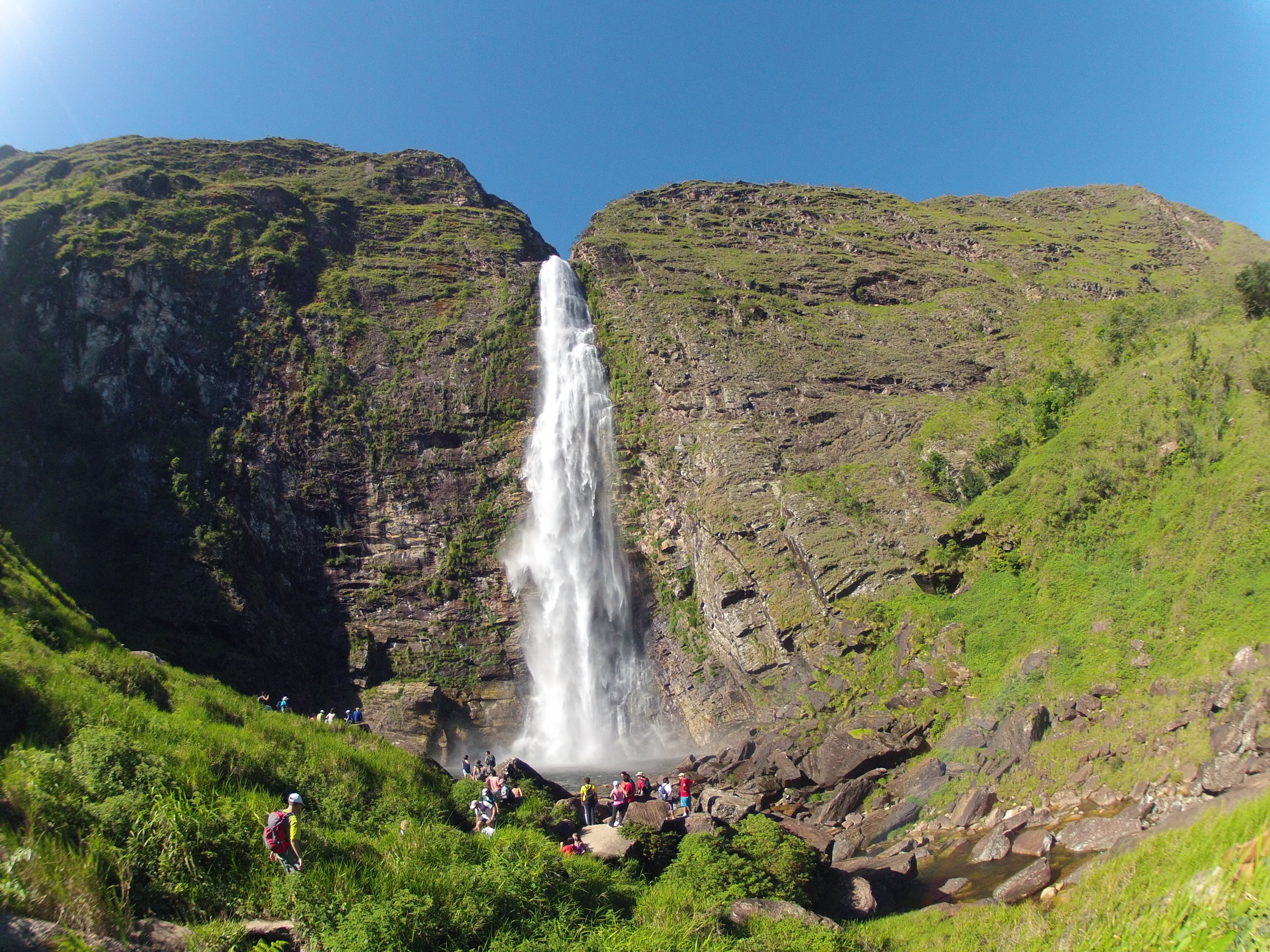

卡納斯特拉山脈國家公園（葡萄牙語：Parque Nacional da Serra da Canastra），是巴西的國家公園，位於該國東南部米納斯吉拉斯州，成立於1972年4月3日，佔地19.8萬公頃，每年平均降雨量1,250毫米。